# 4. Magyar Játékfilmszemle
A IV. Magyar Játékfilmszemlét (MJFSZ) 1968. október 7–12. között rendezte meg Pécsett és Baranyában a Magyar Filmművészek Szövetsége és a Baranya megyei Tanács VB. művelődési osztálya, a Szakszervezetek Baranya megyei Tanácsának közreműködésével. A Benke Valéria által elnökölt társadalmi zsűri a szemle fődíját Kovács András Falak című filmdrámájának ítélte.

## A filmszemle
A filmes seregszemle fő helyszíne 1968-ban is a pécsi Petőfi mozi volt, ahol a szemlefilmeket tűzték műsorra, illetve a nyitó- és záróceremóniákat rendezték meg. A szemle másik kiemelt helyszíne volt a Kossuth mozi: ott a versenyen kívüli filmek bemutatói zajlottak. Emellett – a korábbi gyakorlatnak megfelelően – a versenyfilmeket a következő hat baranyai településen mutatták be: Dunaszekcsőn, Komlón, Mohácson, Sásdon, Sellyén és Szigetvárott, ahol a nézők a vetítések után találkozhattak a film alkotóival és szereplőivel. Ez évben a játékfilmszemle verseny- és ősbemutató filmjeit Budapesten is levetítették az Uránia filmszínházban.
A szemle rendező bizottsága a társadalmi zsűri 13 tagját hét budapesti és hat pécsi neves közéleti személyiség közül választotta ki, a zsűrielnöki teendőkkel Benke Valériát, a Társadalmi Szemle főszerkesztőjét bízták meg. Ez a zsűri ítélte oda a társadalmi fődíjat, valamint – összesítve a nézők szavazatát –, különdíjként a közönségdíjat. Nem alakítottak külön szakmai zsűrit, hanem annak feladatát, az egyes alkotói kategóriák (rendezés, fényképezés, forgatókönyvírás, színészet) legjobb művészi teljesítményt nyújtó művészeit a filmművészszövetség játékfilm és filmkritikus szakosztályának tagjaiból alakult 81 fős alkalmi csoport választotta ki titkos szavazással. Az értékelés újdonsága volt, hogy ez a „szakmai zsűri” a teljes éves magyar filmtermésből merített, s nem csupán a hat szemlefilm alapján döntött a különböző szakmai díjakról.
A hat szemlefilmet a Magyar Filmművészek Szövetségének elnöksége titkos szavazással lefolytatott előzsűrizéssel választotta ki az 1967 októberétől a filmszemléig bemutatott 20 alkotásból, melyek közül egynek az ősbemutatója még a III. játékfilmszemlén volt (Csillagosok, katonák). A kiválasztás nem volt problémamentes: a megismételt titkos szavazáson is csupán öt alkotás kapta meg a minimálisan előírt 11 szavazatot, ezért az elnökség élve jogával, egy 10 szavazatot elért filmet meghívott a versenybe (Egy szerelem három éjszakája).
Versenyen kívül 25 nagyjátékfilmet vetítettek:
- hat új alkotást, amelyek ősbemutatója a szemlén volt;[2]
- egy történelmi filmet (A harminckilences dandár), az őszirózsás forradalom és a tanácsköztársaság közelgő 50. évfordulója alkalmából;[1]
- egy 12 alkotásból álló retrospektív sorozatot az államosított magyar filmgyártás 20 év alatt forgatott legművészibb filmjeiből – ezeket a filmművészszövetség játékfilm és filmkritikus szakosztálya választotta ki szavazással;[6]
- hat nemzetközi filmfesztiválokon sikert aratott külföldi filmet – két szovjet, valamint egy-egy, az amerikai, a brit, a francia és a lengyel filmművészetet reprezentáló alkotást.[7]

A szakmai megbeszéléseket három rendezvény köré csoportosították.
- Kétnapos ankétot rendeztek „Hogyan töltheti be szerepét a filmművészet a mai társadalomban?” címmel. A vitát Bíró Yvette vezette, a vitaindító előadásokat pedig Gyertyán Ervin és dr. Huszár Tibor tartotta. A filmművészek elméleti szaklapjában, a Filmkultúrában előzetesen rövidítve leközölt vitaindítók zártságukkal, töménységükkel, gondolati gazdagságukkal az első napon valósággal blokkolták a részvevők aktivitását, másnap viszont már különböző szemléletek és nézetek ütköztetését eredményező, „kényes kérdéseket” sem kerülő szemle-vita alakult ki a magyar és külföldi résztvevők között. Ugyanakkor a rendezvény az értelmiség más köreitől elzárt belterjes filmes ügy maradt.[8]
- Tanácskozást tartottak az ország filmklubjainak vezetői. A vitának konkrét hozadéka nem volt, csupán a résztvevők fordultak felhívással a filmklubmozgalom fejlesztésében érdekelt szervekhez, hogy dolgozzanak ki közös munkatervet.[9]
- „A teremtő filmízlés” címmel eszmecserét folytattak a középiskolai filmesztétika-oktatást irányító tanárok. A tanácskozás célja az elméleti kérdések tisztázása volt a népművelésben és a közoktatásban végzett „filmművészeti nevelés” terén, továbbá az együttműködés kialakítása az érdekelt szervezetek között. A rendezvényen mintegy félszáz szakember, többnyire filmklubvezető és pedagógus, valamint néhány filmművészeti szakember. A vitaindítót Poszler György, a Művelődésügyi Minisztérium osztályvezető-helyettese tartotta.[10]

A játékfilmszemle egyben alkalmat adott arra, hogy a szocialista országok filmművészszövetségeinek elnökei zárt körű tanácskozást tartsanak.
A IV. filmszemle visszatért az első rendezvényeken már bevált programhoz: a vetítések utáni nézők-alkotók beszélgetéseken felül minden nap háromórás közönség–színész találkozót szerveztek, a Magyar Televízió riporterei, Kudlik Júlia, Kovács P. József, Lénárd Judit, Tamási Eszter és Varga József vezetésével.
A filmszemle rendezői újítottak a díjak tekintetében is. Igényként merült fel, hogy a nyerteseknek a korábban kiosztott Zsolnay-kisplasztikák helyett más, jellegzetesen baranyai, állandóan visszatérő díjakat adjanak át, például Aranyszökrönyt vagy Aranybusót. Végül ez utóbbi mellett döntöttek. A Pécsi Szikra Nyomda öntödéjében legyártattak két, Kiss Nagy András szobrász- és éremművész által megformált Aranybusót diófalapra szerelve, melyeket fődíjként, illetve közönségdíjként adtak át. A szakmai díjak részére 5 eredeti mohácsi busó álarcot rendeltek.
A zsűri a társadalmi fődíjat Kovács András Falak című filmdrámájának ítélte oda, kiemelve „a film elkötelezettségét, maiságát, realizmusát, érzelmi és értelmi egységét”. Az ország filmklubjainak, valamint a pécsi és baranyai szemlefilm-bemutatók közönsége szavazatai alapján a közönségdíjat Révész Györgynek az azonos című musicalből készített Egy szerelem három éjszakája című zenés filmje nyerte el. A szemle megnyitóünnepségén a húsz év legjobb tizenkét filmje rendezőjének bőr oklevelet adtak át.

## Zsűrik

### Társadalmi zsűri
- Benke Valéria, a Társadalmi Szemle főszerkesztője, zsűrielnök
- Bogár József, a Szakszervezetek Baranya megyei tanácsának vezető titkára
- Gosztonyi János, a Népszabadság főszerkesztője
- Horváth Lajos, Pécs m. j. városi Tanács végrehajtó bizottságának elnöke
- Marx György egyetemi tanár
- Nemeskéri László, az Építésügyi és Városfejlesztési Minisztérium Baranya megyei Állami Építőipari Vállalat igazgatója
- Nógrádi Róbert, a Pécsi Nemzeti Színház igazgatója
- Palkó Sándor, a Baranya megyei Tanács végrehajtó bizottságának elnöke
- Pécsi Ferenc, a Magyar Rádió és Televízió elnökhelyettese
- Szederkényi Ervin, a Jelenkor főszerkesztője
- Tárnok János, a Művelődésügyi Minisztérium filmfőosztályának helyettes vezetője
- Tóka Jenő, a Mecsek Ércbánya Vállalat igazgatója,
- Váci Mihály költő.

### Szakmai zsűri
A szakmai díjakról a filmművészszövetség játékfilm és filmkritikus szakosztályának tagjaiból alakult 81 fős alkalmi csoport döntött.

## Versenyfilmek
- Bohóc a falon, rendező: Sándor Pál
- Csillagosok, katonák, rendező: Jancsó Miklós
- Egy szerelem három éjszakája, rendező: Révész György
- Eltávozott nap, rendező: Mészáros Márta
- Falak, rendező: Kovács András
- Nyár a hegyen, rendező: Bacsó Péter

## Versenyen kívül vetített filmek

### Magyar filmek

#### Ősbemutatók
- Fejlövés, rendező: Bacsó Péter
- Isten és ember előtt, rendező: Makk Károly (zárófilm)
- Mi lesz veled Eszterke?, rendező: Bán Róbert
- Mocorgó, rendező: Szőnyi G. Sándor (tévéfilm)
- Próféta voltál szívem, rendező: Zolnay Pál

#### Retrospektív sorozat
- A tizedes meg a többiek, rendező: Keleti Márton
- Apa, rendező: Szabó István
- Bakaruhában, rendező: Fehér Imre
- Budapesti tavasz, rendező: Máriássy Félix
- Hannibál tanár úr, rendező: Fábri Zoltán
- Ház a sziklák alatt, rendező: Makk Károly
- Hideg napok, rendező: Kovács András
- Körhinta, rendező: Fábri Zoltán
- Sodrásban, rendező: Gaál István
- Szegénylegények, rendező: Jancsó Miklós
- Talpalatnyi föld, rendező: Bán Frigyes (nyitófilm)
- Tízezer nap, rendező: Kósa Ferenc

#### Egyéb film
- A harminckilences dandár, rendező: Makk Károly (az 50. évf. alkalmából)

### Külföldi filmek
- Diploma előtt [14] (The Graduate), rendező: Mike Nichols
- Egy férjes asszony [15] (Une femme mariée) [16], rendező: Jean-Luc Godard
- Forró éjszakában [17] (In the Heat of the Night), rendező: Norman Jewison
- Kortársaink (Твой современник), rendező: Julij Rajzman
- Lombhullás (Листопад / გიორგობისთვე), rendező: Otar Ioszeliani
- Máté élete (Żywot Mateusza), rendező: Witold Leszczyński

## Díjazottak
| A díj megnevezése       | A díjazott mű / alkotó                                 |
| ----------------------- | ------------------------------------------------------ |
|                         |                                                        |
| A társadalmi zsűri díja |                                                        |
| Társadalmi fődíj        | Falak (r.: Kovács András)                              |
|                         |                                                        |
| A szakmai zsűri díjai   |                                                        |
| Rendezői díj            | Jancsó Miklós (Csillagosok, katonák, Csend és kiáltás) |
| Operatőri díj           | Zsombolyai János (Nyár a hegyen, Bohóc a falon)        |
| Forgatókönyvírói díj    | Kovács András (Falak)                                  |
| Színésznői díj          | Kovács Kati (Eltávozott nap, Ünnepnapok)               |
| Színészi díj            | Görbe János (Ünnepnapok)                               |
| Egyéb díj               |                                                        |
| A közönség díja         | Egy szerelem három éjszakája (r.: Révész György)       |

## A filmszemle vendégei
A IV. Magyar Játékfilmszemle vendégei elsősorban a bemutatott filmek magyar alkotói és színészei, valamint szakírók és filmkritikusok, továbbá a filmgyártás és -forgalmazás szakemberei közül kerültek ki. A helyszíni tudósítások szerint a következő hírességek fordultak meg a szemlén:
- Andrzej Wajda
- Avar István
- Balogh Mária
- Balogh Zsuzsa
- Bán Frigyes
- Bán Róbert
- Bánffy György
- Bánhegyi László
- Bánhidi László
- Bánki Zsuzsa
- Benkő Gyula
- Berek Kati
- Bernáth László
- Bihari József
- Bürös Gyöngyi
- Dajka Margit
- Domokos Géza
- Eörsi István
- Ernyey Béla
- Erwin Geschonneck
- Farkas Zoltán
- Fehér Imre
- Ferenczi Gábor
- Gór Nagy Mária
- Gyertyán Ervin
- Gyöngyössy Katalin
- Halász Judit
- Hegedűs Ágnes
- Hegedűs Erzsébet
- Herczenik Miklós
- Horváth Károly
- Huszár Tibor
- Iványi József
- Jancsó Miklós
- Juhász Jácint
- Kállai Ferenc
- Koltai János
- Koncz Gábor
- Kovács András
- Kovács Kati
- Kovács P. József
- Kőmíves Sándor
- ifj-. Kőmíves Sándor
- Körtvélyessy Zsolt
- Kudlik Júlia
- Lénárd Judit
- Madaras József
- Makláry Zoltán
- Makk Károly
- Marx György
- Mestyán Tibor
- Mészáros Márta
- Molnár Tibor
- Moór Marianna
- Müller Péter
- Neményi Mária
- Nemlaha György
- Nógrádi Róbert
- Parragi Mária
- Poór Klára
- Poszler György
- Ránki György
- Rényi Péter
- Ronyecz Mária
- Sára Sándor
- Somogyi Tóth Sándor
- Sulyok Mária
- Szabó Ildikó
- Szabó Pál
- Szabó Tünde
- Szakács Eszter
- Szemes Mari
- Szirtes Ádám
- Szőnyi Sándor
- Szörényi Levente
- Szurdi Miklós
- Tamási Eszter
- Tatyjana Szamojlova
- Tomanek Nándor
- Tordai Teri
- Tardy Balázs
- Tóth Benedek
- Tóth Judit
- Tóth Zsuzsa
- Váci Mihály
- Varga József
- Vujicsics Tihamér
- Alekszandr Zarhi
- Zimre Péter
- Zolnay Pál
- Zsombolyai János

## További információ
- Borsodi Ervin – Drahos Kálmán:  IV. Magyar Játékfilmszemle Pécsett. filmhiradokonline.hu. Budapest: Budapest Filmstúdió (1968. október)  (Hozzáférés: 2025. március 27.) Magyar Filmhíradó 42/2 (2 min 20 s).